# Sistema Huautla
El Sistema Huautla es un sistema de cuevas en las montañas de la Sierra Mazateca del estado de Oaxaca, en el sur de México. En abril de 2021, era el sistema de cuevas más profundo del hemisferio occidental, 1560 m de arriba abajo, con más de 88 kilómetros de pasajes mapeados.

## Ubicación
El Sistema Huautla es un sistema de cuevas en las montañas de la Sierra Mazateca en el distrito de Teotitlán de la Región Sierra de Flores Magón en el estado de Oaxaca, en el sur de México. Está por debajo de los municipios de Huautla de Jiménez, Huautepec y Mazatlán Villa de Flores.: 713 En abril de 2021 tenía 85 kilómetros de largo (de punta a punta) con 25 entradas distintas y una medida de profundidad de 1560 metros desde su entrada más alta conocida hasta su punto más bajo alcanzado. El Sistema Huautla es la cueva más profunda del Hemisferio Occidental y la décima cueva más profunda del mundo; está catalogado como la vigésima octava más larga, con aproximadamente 88 kilómetros de pasaje inspeccionado, en comparación con el complejo Mammoth Cave, con más de 675 kilómetros.

## Historia

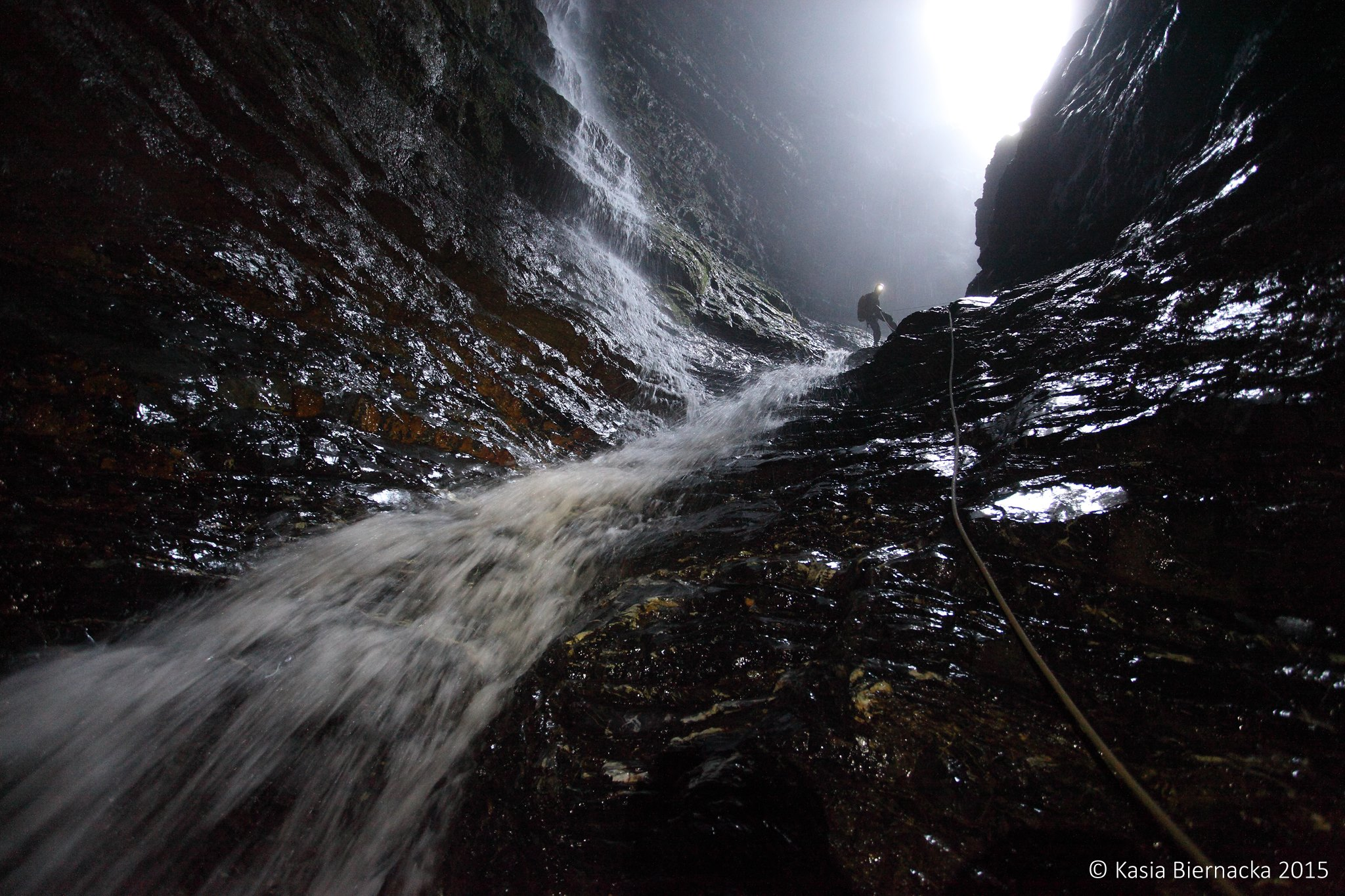
Cascada en el Sistema Huautla

En 1965, los espeleólogos de Austin, Texas, que exploraban las montañas de la Sierra Mazateca, encontraron varias cuevas grandes; Durante la década de 1960, los espeleólogos norteamericanos recopilaron posteriormente datos de encuestas y generaron mapas que mostraban su proximidad entre sí. Con el tiempo se descubrió que el Sótano de San Agustín estaba conectado con La Grieta y Nita Nanta, y se descubrieron ocho entradas de cuevas más. Quedó claro que pertenecían a un sistema de cuevas, Sistema Huautla. A 2015 se sabe que tiene 20 entradas.
En una expedición en 1977, se descubrió el punto más profundo del sistema de cuevas después de organizar múltiples campamentos subterráneos, un túnel inundado a 1325 metros, conocido como el sumidero de San Agustín. Las expediciones de buceo posteriores en 1979 y 1981 demostraron ser logísticamente insuficientes para transportar equipos para explorarlo más a fondo. En 1994, durante una expedición de 135 días de 44 personas, en su mayoría del Reino Unido y los EE. UU., 11 bucearon en cuevas utilizando sistemas de soporte vital de ciclo cerrado llamados rebreathers. Exploraron tres partes del sistema de sumidero y descubrieron un túnel aguas arriba que conduce a la única salida conocida para el agua que ingresa a las cuevas de Huautla, el manantial de Peña Colorada. Durante una expedición de dos meses en 2013 en la que participaron 40 miembros del equipo del Reino Unido, EE. UU., Canadá, Polonia y México, los espeleólogos ingresaron por Sótano de San Agustín; los buzos tardaron tres semanas en llegar a "lo que parecía un lago tranquilo y rodeado de rocas de unos 100 pies de ancho", el sumidero de San Agustín. Uno de ellos estableció un nuevo récord de profundidad al detenerse en 1545 metros. Los nuevos datos del estudio dieron a la cueva una longitud total de 64,2 kilómetros. Aún no se ha encontrado una conexión navegable entre donde el agua entra al Sistema Huautla y donde sale en Peña Colorada.
Desde entonces se han lanzado expediciones anuales consecutivas como parte del Proyecto Espeleológico Sistema Huautla (PESH). En 2018, un equipo internacional de 24 espeleólogos no pudo encontrar una conexión entre la cercana Cueva de La Peña Colorada con el Sistema Huautla durante su expedición de dos meses.

## Geología
El Sistema Huautla es una cuenca kárstica de agua subterránea. En 1994, el trazado de tintes estableció Nita He y Nita Nashi como cuevas tributarias a través de caminos de flujo de 1100 metros de profundidad. El límite hidrológico occidental es la Falla Huautla Santa Rosa, al Este la Falla Agua de Cerro y al Norte la Falla Plan de Escoba.